# Oh My Gore !
Oh My Gore ! (abréviation OMG) est un site traitant de l'actualité du cinéma d'horreur.
Le site est axé autour d'une base de données encyclopédique la plus exhaustive possible recensant tous les films d'horreur / gore / fantastique sortis. Chaque fiche donne un descriptif détaillé du film (synopsis, casting, équipe technique, dates de sortie, format, autres titres...) et est accompagnée - si possible - des DVDs sortis pour ce film, d'une critique, d'une galerie photo, de vidéos.
Outre son côté encyclopédique, le site est également mis à jour de manière quasi-quotidienne en traitant de l'actualité du cinéma de genre, mais également en proposant des interviews exclusives et autres critiques en avant-première.
Fondé depuis 2001, le site a acquis au fil des années une certaine renommée dans le milieu du cinéma de genre , et a également été cité à plusieurs reprises dans la presse généraliste ,...
En 2009, le site lance un magasin en ligne ainsi qu'une société d'édition DVD  qui a maintenant plus d'une dizaine de titres à son actif disponible dans les réseaux nationaux.